# État de nécessité en droit français
En droit français, l'état de nécessité, en tant que cause d'irresponsabilité pénale, est un fait justificatif. Tout comme l'ordre de la loi et le commandement de l'autorité légitime (article 122-4 du Code pénal), la légitime défense (article 122-5) et le consentement de la victime (admis dans de très rares cas par la jurisprudence). (Voir : Fait justificatif en droit pénal (fr) sur JurisPedia).
L'état de nécessité, dans le champ du droit public, a trait à des situations où les pouvoirs publics doivent momentanément s'affranchir de la légalité ordinaire. Cette théorie en droit public est ancienne, comme l'atteste la fameuse théorie de la dictature en droit romain. Dans le champ du droit public français, il en existe de nombreuses variantes : l'article 16 de la Constitution, la théorie jurisprudentielle des circonstances exceptionnelles, l'état d'urgence, etc. Plus fondamentalement, ces notions sont en relation avec celle de raison d'État.

## Conditions de l'état de nécessité
Deux conditions sont nécessaires pour que l'état de nécessité soit admis : l'existence d'un danger et l'existence d'un acte justifié.

### Existence d'un danger
La jurisprudence soumet le danger qui menace la personne, autrui ou un bien à deux conditions :
- Actualité ou imminence du danger

Le danger doit être actuel ou imminent, mais il n'est pas nécessaire qu'il soit grave. Toutefois, une simple probabilité de danger ne suffit pas.
- Absence de faute antérieure

Le danger ne doit pas résulter d'une faute antérieure de la personne qui commet une infraction pour éviter un danger. Ainsi, le conducteur qui s'engage sur un passage à niveau malgré l'avertissement du garde-barrière (son engagement constitue la faute antérieure), et qui défonce ensuite la barrière pour éviter le train, est coupable du délit de dégradation de la barrière (CA Rennes, 12 avril 1954).

### Existence d'un acte justifié
L'acte de sauvegarde doit non seulement être nécessaire, mais il doit aussi être proportionné au danger.
- Nécessité de l'acte

Il ne doit pas y avoir de meilleure solution, pour éviter le danger, que de commettre l'infraction. Exemple : un automobiliste franchit la ligne continue pour éviter une voiture qui arrive en face.
- Proportionnalité de l'acte

Ce qui est sacrifié doit être inférieur ou égal à ce qui est sauvegardé, sinon l'acte n'est pas justifié.

## Conséquences de l'état de nécessité

### Responsabilité
- Responsabilité pénale

L'article 122-7 du code pénal indique que « N'est pas pénalement responsable la personne qui, face à un danger actuel ou imminent qui menace elle-même, autrui ou un bien, accomplit un acte nécessaire à la sauvegarde de la personne ou du bien, sauf s'il y a disproportion entre les moyens employés et la gravité de la menace. ».
- Responsabilité civile

Celui qui a commis un acte nécessaire doit indemniser sa victime (qui est un tiers innocent) car seule la responsabilité pénale est supprimée. C'est un régime de responsabilité sans faute ; en effet, l'article 1240 du Code civil ne peut servir de base car ce qui est justifié au pénal ne peut pas ne pas être licite au civil.

### Jurisprudence
- État de nécessité reconnu

Selon un arrêt de la Cour d'appel de Colmar de 1957, l'état de nécessité est « la situation dans laquelle se trouve une personne qui, pour sauvegarder un intérêt supérieur, n'a d'autre ressource que d'accomplir un acte défendu par la loi pénale »
La mère indigente qui vole du pain pour que son enfant ne meure pas de faim est dans un état de nécessité (CA Amiens, 22 avril 1898, Affaire Louise Ménard).
Le paraplégique qui fait pousser du cannabis pour se faire des tisanes pour soulager ses douleurs (les médicaments lui abiment les reins) est dans un état de nécessité (CA Papeete, ch. corr., 27 juin 2002 : D. 2003. 584).
- État de nécessité non reconnu

La personne qui commet un délit de contrefaçon en raison d'une rupture de stocks imprévue n'est pas dans un état de nécessité (Crim., 11 février 1986 : D. 1987. Somm. 41).